# Пинцзян
Пинцзя́н (кит. упр. 平江, пиньинь Píngjiāng) — уезд городского округа Юэян провинции Хунань (КНР).

## География
Имеются крупные месторождения золота. 

## История
Во времена империи Тан в 706 году восточная часть уезда Сянъинь была выделена в отдельный уезд Чанцзян (昌江县). После основания в 923 году государства Поздняя Тан из-за практики табу на имена, чтобы избежать употребления иероглифа «чан», входившего в личное имя Ли Гочана (отца основателя государства), уезд был переименован в Пинцзян.
После образования КНР в 1949 году был создан Специальный район Чанша (长沙专区), и уезд вошёл в его состав. В 1952 году Специальный район Чанша был переименован в Специальный район Сянтань (湘潭专区).
В 1964 году был образован Специальный район Юэян (岳阳专区), и уезд перешёл в его состав. В 1970 году Специальный район Юэян был переименован в Округ Юэян (岳阳地区).
Постановлением Госсовета КНР от 8 февраля 1983 года округ Юэян был расформирован, и уезд перешёл в подчинение властям города Юэян, но уже 13 июля 1983 года ситуация была отыграна обратно.
Постановлением Госсовета КНР от 27 января 1986 года город Юэян и округ Юэян были объединены в городской округ Юэян.

## Административное деление
Уезд делится на 19 посёлков и 5 волостей.

## Экономика
Пинцзян является крупным центром выращивания масличной камелии и производства камелиевого масла. По состоянию на 2023 год общая площадь плантаций масличной камелии в Пинцзяне достигла 46,67 тыс. га; в уезде насчитывалось несколько десятков предприятий и кооперативов, выращивающих эту культуру, а также два предприятия по глубокой обработке камелиевого масла. Также камелиевое масло применяется в производстве косметики, средств по уходу за кожей, туалетных принадлежностей, чистящих и моющих средств.

### Энергетика
В уезде строится крупная гидроаккумулирующая электростанция (установленная мощность — 1,4 млн кВт, годовой объем выработки электроэнергии — 1 млрд кВт⋅ч).

## Транспорт
В ноябре 2022 года было открыто движение по первой интеллектуальной скоростной автомагистрали Пинцзян — Иян.